# Gâthâ
Gâthâ je zbirka pjesama zapisane na Staroavestičkom.  Uvodom, "Ahuna vairiya", pretpostavlja se da je predaja Gâthâ već na Staroavestičkom jeziku revitalizirana. Zatim, važno je shvatiti da u razdoblju mlađe varijante avestičkoga jezika, stari oblik, odnosno Gâthâ, više nije bila razumljiva i potreban je bio prijevod i komentar. Komentare nalazimo u odjeljku Aveste, zvana Yasna, na mlađem avestičkom jeziku. Tekstovi, Gâthâ i Yasna Haptanghâiti, su pak najstariji i jedini na staroavestičkom jeziku.
Svih pet Gâthâ započinju općom izjavom predstavljenom u osobito razrađenim (i teškim) obliku. "Ahuna vairiya" uvodi i sažima teme u "Ahunawaitî Gâthâ" (1.gata), te uvodi cjelokupnom staroavestičkom korpusu:
1. Ahunawaitî Gâthâ
‌Yasna Haptanghâiti
2. Ushtawaitî Gâthâ
3. Spentâmanyû Gâthâ
4. Vohukhshathrâ Gâthâ
5. Vahishtôishtî Gâthâ.
Tumačenje pjesme Zarathustre, tj gate, dovela je jezikoslovce u slijepu ulicu. Činjenica je da ju najviši autoriteti gramatički ne mogu razjasniti. Tradicionalno shvaćanje je da na primjer riječ "gêush" znači "govedo", međutim, jednako je jasno da ona ima veze s uhom, odnosno sluhom. Budući da je dvosmislenost u gatama očita, nužno je pronaći pogodne pojmove pri prevođenju. I ako slična pojmova ljestvica u slavenskim jezicima, jedan dvosmislen pojam za navedeno, koji obuhvaća oba značenja u našem jeziku nema. Međutim, ako mjesto govedo zamislimo ovcu, tj. čulo, možemo lakše prevesti dvosmislenost gate:
xshmaibyâ gêush urvâ gerezhdâ
vlastitome čulu duša greznula
Ako uviđamo pjesnikovu igru riječima nastaje jedan daleko prisniji odnos gdje nam se personifikacija duša/čula obraća, izravno postavljajući pitanja o tvorbi odnosno žalbom zbog nepravilne artikulacije koja vodi u krivi smjer.
Kada tvor izjavljuje:
â-mâ aêshemô hazascâ > u-me griješno tlačeno
..to se može odnositi na breme (goveda), ali isto tako na intonaciju.
Stoga duša/čulo traži bolju "vâstryâ" sto doslovno znači "izvedbu", no, isto tako "ispašu" (Pahlavi manuskript ima "vâstîrîdâr" što se može prevesti "izvođač").
Dakle, ovisno o artikulaciji biramo značenja, odnosno vlastitu ulogu.
adâ tashâ gêush peresat ashem ...
(t)ada tvorac čula upitaše pravo ...
Nastavljajući, dvosmislenom polemikom postavlja se pitanje legitimiteta. No, način na koji pitanje bješe postavljeno pojavljuje se i personifikacija "prava/istine" (asha). I tako, ovisno o izvođaču jadikovkom duše/čula, zaključuje se da nema pomoći kada netko sam sebi slaže pravorijek. Međutim onom...
... aojishtô ýahmâi zavêñg jimâ ...
... najjačem kojemu zvanje dođe ...
pritom...
mairishtô ýâ-zî vâverezôi pairî-cithît
marivši što li izvršiše prošlošću
ýâcâ vareshaitê aipî-cithît
(a) koje izvršava ubuduće
...napomenuvši tako izvođača da sam bira ...
anghat ýathâ hvô vasat >> zbilju kakvu si poželi
(Pjesniku zbilja-"anghvô" podijeljena je na različita vrsta postojanja, prvenstvo istina-"asha" i laž-"druj").
têm âzûtôish ahurô mãthrem tasha
tim maslom "ahura" smotru uobliči
..xshvîdemcâ hvô urushaêibyô speñtô sâsnayâ
(a) poslasticom se iznurenim spješi nastavu
zarathushtrô spitâmô >> za-rathu-štre s-pita-me
Morfološka tumačenja učenjaka ovoga imena su maštovita, pa s našeg stanovišta valja primijetiti da slog "za", jednako kao i u sanskrtu, ima posebnu tvorbenu težinu. N.pr. "zava" - zove.  "Rathuš" naravno podsjeća na ratnika, tj. sanskrtski "rathestar" (kočijaš redar), a u avestičkim tekstovima znači "primjer" ili "uzorak". Svakako, budući da je riječ o ortofoniji u pjesničkom djelu koji se izvodio pred publikom prikladno je tumačenje "pravozvučno", čitajući pravopisno, skladbe radi.
U avestičkim tekstovima "pitu" znači "hrani" (usp. slavenski "pitati" tj. hraniti), dok "frapitu" može značiti "privodi". Primjerice, rečenicom (Yasna 9:11)
ayangha pitûm pacata â rapithwinem zrvânem ... kovinom obrok ispeče u obročenom vremenu ...
...vidimo da slog "pita" također odgovara morfemu "rok", pa čitanjem "pravopisno sročeno", umjesto  zarathushtrô spitâmô, gata se dodatno ostvaruje.
Nastavno, retrospekcijom u sljedećem poglavlju nalazimo mit o dva mnijenja (Manyu) u Gatama:
..at tâ mainyû pouruyê ýâ ýêmâ hvafenâ asrvâtem.
.. da ta mjenja prvotna što oboje osnivaše slavom ..
manahicâ vacahicâ shyaothanôi hî vahyô akemcâ
.. u mislima i riječi ma i djelima su dobro i opakao ..
åscâ hudånghô eresh 	vîshyâtâ nôit duzhdånghô
.. a što nadaren (iz)ravno izabere nije iskrivljeno ..
atcâ hyat tâ hêm mainyû jasaêtem paourvîm
... zato kako ta oba mjenja dolazeći početkom
dazdê gaêmcâ ajyâitîmcâ
davši bivstvo oživljeno
Pahlavi tekst(1.30.4ab)  ovako tumači.
..tako su se ta dva duha spojila prvotnim osnivanjem tj. Dva su duha došla k Gayômart
Dok Harvard (Sjærvø) tumači:
Thus, those two inspirations in the beginning, which have been renowned (as) “the twin sleeps” ...